# Вадуц (графство)
Гра́фство Ваду́ц — одна из двух территорий (наряду с расположенным севернее Шелленбергом), из которых в XVIII веке было образовано княжество Лихтенштейн. Резиденцией правителей служил посёлок Вадуц.
Возникло в 1342 году при разделе графства Верденберг. В 1396 году поставлено в непосредственное подчинение императору Священной Римской империи (Reichsunmittelbarkeit). После смерти последнего представителя правящей династии в 1416 году и урегулирования споров о наследстве перешло к саксонским баронам Брандис. С 1507 году Вадуцем владели графы Зульц, которые приобрели также и Шелленберг. 
В 1613 году обе горные территории были проданы графам Гогенэмс (Альтемпс). В 1684 году император конфисковал владения графа Гогенэмса за различные злоупотребления, включая перегибы в преследовании ведьм. Впоследствии земли были возвращены его родственнику, который с целью уплаты долгов продал сначала Шелленберг (1699), а потом и Вадуц (1712) венскому придворному — князю Лихтенштейну.

## Правители
| Правитель   | Имя               | родился              | умер                  | семья                           |
| ----------- | ----------------- | -------------------- | --------------------- | ------------------------------- |
| 1342 — 1354 | Хартман III       |                      | 27 августа 1354 года  | Верденберг-Заргансский          |
| 1354 — 1361 | Рудольф IV        |                      | 27 декабря 1361 года  | брат                            |
| 1354 — 1416 | Хартман IV        |                      | 6 сентября 1416 года  | Сын Хартмана III. Епископ Кура. |
| 1416 — 1456 | Вольфхарт I       |                      | 18 января 1456 года   | Господин Брандиса               |
| 1456 — 1477 | Вольфхарт II      |                      | 1477 года             | сын                             |
| 1456 — 1489 | Зигмунд I         |                      | 1 декабря 1489 года   | брат                            |
| 1456 — 1486 | Ульрих II         |                      | 20 августа 1486 года  | брат                            |
| 1486 — 1504 | Людвиг II         |                      | 6 февраля 1504 года   | сын                             |
| 1504 — 1507 | Сигмунд           |                      | 18 ноября 1507 года   | брат                            |
| 1507 — 1535 | Рудольф V         |                      | 5 октября 1535 года   | граф Зульца                     |
| 1535 — 1566 | Иоганн Людвиг I   | около 1500 года      | 1566 год              | сын                             |
| 1566 — 1572 | Альвиг II         | 1527/30              | 4 января 1572 года    | сын                             |
| 1572 — 1611 | Рудольф VII       | 13 февраля 1559 года | 5 мая 1620 года       | сын                             |
| 1611 — 1614 | Иоганн            | 7 октября 1590 года  | 13 июля 1617 года     | сын                             |
| 1614 — 1638 | Каспер Маркус     | 1 марта 1573 года    | 1638 год              | граф Хоэнемса                   |
| 1638 — 1646 | Якоб Ганнибал II  | 20 марта 1595 года   | 10 апреля 1646 года   | сын                             |
| 1646 — 1662 | Франц Виллем      | 9 января 1628 года   | 19 сентября 1662 года | сын                             |
| 1662 — 1686 | Фердинанд Карел   | 29 декабря 1650 года | 18 февраля 1686 года  | сын                             |
| 1662 — 1708 | Якоб Ганнибал III | 7 марта 1653 года    | 17 августа 1730 года  | брат                            |